# Premi e riconoscimenti di Leonard Bernstein
Il compositore e direttore d'orchestra americano Leonard Bernstein, ha vinto diversi Grammy Awards e Tony Awards nel corso della sua vita. I premi assegnati sono sia per la sua direzione orchestrale che per le sue composizioni.

## Academy Awards
Gli Academy Awards, o "Oscar", sono una serie di premi assegnati ogni anno per l'eccellenza dei risultati cinematografici. I premi, organizzati dall'Academy of Motion Picture Arts and Sciences (AMPAS), furono tenuti per la prima volta nel 1929 all'Hollywood Roosevelt Hotel.
- 1954 – Candidatura come Music Score of a Dramatic or Comedy Picture per Fronte del porto

## Emmy Awards
L'Emmy Award, spesso indicato semplicemente come l'Emmy, riconosce l'eccellenza nel settore televisivo.
| Anno | Nominato/opera                                                       | Premio                                                                             | Risultato       |
| ---- | -------------------------------------------------------------------- | ---------------------------------------------------------------------------------- | --------------- |
| 1957 | Personalmente                                                        | Best Male Personality- Continuing Performance                                      | Candidato/a     |
| 1957 | Omnibus                                                              | Best Musical Contribution for Television                                           | Vincitore/trice |
| 1958 | Omnibus                                                              | Best Musical Contribution for Television                                           | Vincitore/trice |
| 1961 | Leonard Bernstein and the New York Philharmonic                      | Outstanding Achievement in the Field of Music for Television                       | Vincitore/trice |
| 1965 | New York Philharmonic Young People's Concerts with Leonard Bernstein | Outstanding Individual Achievements in Entertainment- Actors and Performers        | Vincitore/trice |
| 1972 | Beethoven's Birthday: A Celebration in Vienna with Leonard Bernstein | Outstanding Single Program - Variety or Musical - Classical Music                  | Vincitore/trice |
| 1973 | Bernstein in London Special of the Week                              | Outstanding Single Program - Classical Music                                       | Candidato/a     |
| 1975 | Bernstein at Tanglewood Great Performances                           | Outstanding Classical Music Program                                                | Candidato/a     |
| 1976 | Bernstein and The New York Philharmonic Great Performances           | Outstanding Classical Music Program                                                | Vincitore/trice |
| 1982 | Bernstein/Beethoven                                                  | Outstanding Classical Program in the Performing Arts                               | Candidato/a     |
| 1984 | Bernstein: Conductor, Soloist and Teacher (Great Performances)       | Outstanding Classical Program in the Performing Arts                               | Candidato/a     |
| 1985 | Bernstein Conducts "West Side Story" (Great Performances)            | Outstanding Classical Program in the Performing Arts                               | Candidato/a     |
| 1987 | Carnegie Hall: The Grand Reopening                                   | Outstanding Individual Achievement - Classical Music-Dance Programming- Performing | Vincitore/trice |

## Grammy Awards
I Grammy Awards vengono assegnati ogni anno dalla Recording Academy degli Stati Uniti (ex National Academy of Recording Arts and Sciences o NARAS) per i risultati eccezionali nell'industria musicale. Spesso considerato il più alto riconoscimento musicale, il premio è stato istituito nel 1958.
| Anno | Nominato/opera | Premio                                                                         | Risultato       |
| ---- | --- | ------------------------------------------------------------------------------ | --------------- |
| 1958 | Stravinsky: La sagra della primavera                                                                                               | Best Classical Performance - Orchestra                                         | Candidato/a     |
| 1960 | Ives: Sinfonia n. 2 | Best Classical Performance - Orchestra                                         | Candidato/a     |
| 1960 | Ives: Sinfonia n. 2 | Best Contemporary Classical Composition                                        | Candidato/a     |
| 1961 | Beethoven: Missa Solemnis | Best Classical Performance - Choral (other than opera)                         | Candidato/a     |
| 1961 | Bloch: Sacred Service | Album of the Year- Classical                                                   | Candidato/a     |
| 1961 | Prokofiev: Peter and the Wolf | Best Recording for Children                                                    | Vincitore/trice |
| 1961 | Humor in Music | Best Documentary Or Spoken Word Recording (Other Than Comedy)                  | Vincitore/trice |
| 1962 | Mahler: Sinfonia n. 3 In re Minore                                                                                                 | Best Classical Performance - Choral (other than opera)                         | Candidato/a     |
| 1962 | Mahler: Sinfonia n. 3 In re Minore                                                                                                 | Best Classical Performance - Orchestra                                         | Candidato/a     |
| 1962 | Götterdämmerung - Scena dell'immolazione di Brunnhilde/Canzoni di Wesendonck                                                       | Best Classical Performance - Vocal Soloist (with or without orchestra)         | Vincitore/trice |
| 1962 | Saint-Saëns: Il carnevale degli animali/Britten: The Young Person's Guide to the Orchestra                                         | Best Recording for Children                                                    | Vincitore/trice |
| 1962 | First Performance: Lincoln Center For The Performing Arts                                                                          | Best Documentary Or Spoken Word Recording (Other Than Comedy)                  | Candidato/a     |
| 1963 | Bach: Passione secondo Matteo | Best Classical Performance - Choral (other than opera)                         | Candidato/a     |
| 1963 | Milhaud: Les Choephores | Best Classical Performance - Choral (other than opera)                         | Candidato/a     |
| 1963 | The Joy of Christmas | Best Performance by a Chorus                                                   | Candidato/a     |
| 1963 | Bernstein Conducts for Young People                                                                                                | Best Recording for Children                                                    | Vincitore/trice |
| 1964 | Mahler: Sinfonia n. 2 in do Minore ("Resurrection")                                                                                | Best Classical Performance - Orchestra                                         | Candidato/a     |
| 1964 | Bernstein: Sinfonia n. 3 "Kaddish"                                                                                                 | Best Composition by a Contemporary Composer                                    | Candidato/a     |
| 1964 | Bernstein: Sinfonia n. 3 "Kaddish"                                                                                                 | Album of the Year- Classical                                                   | Vincitore/trice |
| 1965 | Chichester Psalms | Best Composition by a Contemporary Composer                                    | Candidato/a     |
| 1966 | Ives: Fourth Of July | Best Classical Performance - Orchestra                                         | Candidato/a     |
| 1967 | Das Lied von der Erde | Best Classical Performance - Orchestra                                         | Candidato/a     |
| 1967 | Das Lied von der Erde | Album of the Year- Classical                                                   | Candidato/a     |
| 1967 | The World Of Charles Ives (Washington's Birthday, Robert Browning Overture)                                                        | Album of the Year- Classical                                                   | Candidato/a     |
| 1967 | Mahler: Sinfonia n. 8 (Sinfonia dei mille)                                                                                         | Album of the Year- Classical                                                   | Vincitore/trice |
| 1967 | Falstaff | Best Opera Recording                                                           | Candidato/a     |
| 1967 | Mahler: Sinfonia n. 8 in mi bemolle maggiore (Sinfonia dei mille)                                                                  | Best Classical Performance - Choral (other than opera)                         | Vincitore/trice |
| 1968 | Mahler: Sinfonia n. 6 in la Minore e Sinfonia n. 9 in re Maggiore                                                                  | Best Classical Performance - Orchestra                                         | Candidato/a     |
| 1968 | Haydn: La Creazione | Best Choral Performance (other than opera)                                     | Candidato/a     |
| 1972 | Bernstein: Mass | Album of the Year- Classical                                                   | Candidato/a     |
| 1972 | Bernstein: Mass | Best Choral Performance - Classical (other than opera)                         | Candidato/a     |
| 1972 | Strauss: Der Rosenkavalier | Best Opera Recording                                                           | Candidato/a     |
| 1973 | Holst: The Planets | Best Classical Performance - Orchestra                                         | Candidato/a     |
| 1973 | Haydn: Mass In Time Of War (Leonard Bernstein's Concert For Peace)                                                                 | Best Choral Performance - Classical (other than opera)                         | Candidato/a     |
| 1973 | Bizet: Carmen | Best Classical Album                                                           | Candidato/a     |
| 1973 | Bizet: Carmen | Best Opera Recording                                                           | Vincitore/trice |
| 1974 | Bernstein dirige Ravel | Best Classical Performance - Orchestra                                         | Candidato/a     |
| 1974 | Mahler: Sinfonia n. 2 in do minore                                                                                                 | Best Classical Performance - Orchestra                                         | Candidato/a     |
| 1974 | Mahler: Sinfonia n. 2 in do minore                                                                                                 | Best Classical Album                                                           | Candidato/a     |
| 1975 | Haydn: Harmoniemesse | Best Choral Performance - Classical (other than opera)                         | Candidato/a     |
| 1975 | Mahler: Kindertotenlieder | Best Choral Performance - Classical (other than opera)                         | Vincitore/trice |
| 1976 | Berlioz: Requiem | Best Choral Performance - Classical (other than opera)                         | Candidato/a     |
| 1977 | Concert of the Century | Best Classical Album                                                           | Vincitore/trice |
| 1978 | Haydn: Messa n. 9 in re minore ("Lord Nelson Mass")                                                                                | Best Choral Performance - Classical (other than opera)                         | Candidato/a     |
| 1978 | Stravinsky: Les Noces e Messa | Best Choral Performance - Classical (other than opera)                         | Candidato/a     |
| 1979 | Beethoven: Missa solemnis | Best Choral Performance - Classical (other than opera)                         | Candidato/a     |
| 1980 | Beethoven: Sinfonia n. 9 | Best Orchestral Recording                                                      | Candidato/a     |
| 1980 | Shostakovich: Sinfonia n. 5 | Best Orchestral Recording                                                      | Candidato/a     |
| 1983 | Bernstein: Danze sinfoniche da West Side Story e Candide Overture/ Barber: Adagio For Strings/ Schuman: American Festival Overture | Best Orchestral Recording                                                      | Candidato/a     |
| 1983 | Wagner: Tristan und Isolde | Best Opera Recording                                                           | Candidato/a     |
| 1983 | Gershwin: Rhapsody in Blue | Best Classical Performance - Instrumental Soloist or Soloists (with orchestra) | Candidato/a     |
| 1985 | Personalmente | Lifetime Achievement Award                                                     | Vincitore/trice |
| 1987 | Copland: Sinfonia n. 3/Quiet City                                                                                                  | Best Orchestral Recording                                                      | Candidato/a     |
| 1988 | Mahler: Sinfonia n. 2 in do Minore ("Resurrection")                                                                                | Best Classical Album                                                           | Candidato/a     |
| 1988 | Mahler: Sinfonia n. 2 in do Minore ("Resurrection")                                                                                | Best Orchestral Recording                                                      | Candidato/a     |
| 1988 | Puccini: La bohème | Best Opera Recording                                                           | Candidato/a     |
| 1988 | Bernstein/Stephen Wadsworth: A Quiet Place                                                                                         | Best Opera Recording                                                           | Candidato/a     |
| 1988 | Bernstein/Stephen Wadsworth: A Quiet Place                                                                                         | Best Contemporary Composition                                                  | Candidato/a     |
| 1989 | Mahler: Sinfonia n. 3 in re Minore                                                                                                 | Best Orchestral Performance                                                    | Vincitore/trice |
| 1990 | Bernstein In Berlin-Beethoven: Sinfonia n. 9                                                                                       | Best Long Form Music Video                                                     | Candidato/a     |
| 1990 | Bernstein: Arie e Barcarolles | Best Contemporary Composition                                                  | Candidato/a     |
| 1990 | Shostakovich: Sinfonie n. 1 e 7 | Best Orchestral Performance                                                    | Vincitore/trice |
| 1990 | Ives: Sinfonia n. 2; Gong on the Hook and Ladder; Central Park in the Dark; The Unanswered Question                                | Best Orchestral Performance                                                    | Candidato/a     |
| 1990 | Ives: Sinfonia n. 2; Gong on the Hook and Ladder; Central Park in the Dark; The Unanswered Question                                | Best Classical Album                                                           | Vincitore/trice |
| 1991 | Bernstein: Candide | Best Classical Album                                                           | Vincitore/trice |
| 1991 | Bernstein: Candide | Best Engineered Album, Classical                                               | Vincitore/trice |
| 1992 | Mahler: Sinfonia n. 9 | Best Classical Album                                                           | Vincitore/trice |
| 1992 | Mahler: Sinfonia n. 9 | Best Orchestral Performance                                                    | Vincitore/trice |
| 2010 | West Side Story | Best Musical Theater Album                                                     | Vincitore/trice |

## Kennedy Center Honors
- 1980 – Kennedy Center Honors[3]

## National Medal of Arts
Nel 1989 Leonard Bernstein rifiutò il suo premio, presumibilmente a causa della revoca di una sovvenzione federale per una mostra d'arte sull'AIDS.
- 1989 – National Medal of Arts, declinato

## Tony Awards
I Tony Awards riconoscono i successi nel teatro di Broadway. I premi, presentati dall'American Theatre Wing e dalla Broadway League, furono tenuti per la prima volta nel 1947 al Waldorf Astoria di New York.
- 1953 – Best Musical per Wonderful Town
- 1957 – Candidatura come Best Musical per Candide
- 1958 – Candidatura come Best Musical per West Side Story
- 1969 – Special Tony Award